# Stenohya gruberi
Espèce
Synonymes
- Levigatocreagris gruberi Ćurčić, 1983

Stenohya gruberi est une espèce de pseudoscorpions de la famille des Neobisiidae.

## Distribution
Cette espèce est endémique du Népal. Elle se rencontre vers Dzunda.

## Description
Le mâle holotype mesure 4,80 mm et la femelle paratype 6,24 mm.

## Systématique et taxinomie
Cette espèce a été décrite sous le protonyme Levigatocreagris gruberi par Ćurčić en 1983. Elle est placée dans le genre Stenohya par Harvey en 1991.

## Étymologie
Cette espèce est nommée en l'honneur de Jürgen Gruber.

## Publication originale
- Ćurčić, 1983 : A revision of some Asian species of Microcreagris Balzan, 1892 (Neobisiidae, Pseudoscorpiones). Bulletin of the British Arachnological Society, vol. 6, no 1, p. 23-36 (texte intégral).